# 宗義誠
宗 義誠（そう よしのぶ）は、対馬国府中藩6代藩主。

## 生涯
元禄5年（1692年）3月15日、第3代藩主・宗義真の七男として生まれる。元禄16年（1703年）1月、兄で第5代藩主の義方より800石を与えられて別家の氏江家を興すとともに、義方より偏諱を賜って氏江方誠（みちのぶ）と称した。享保3年（1718年）、兄の義方が死去したため、その養子として家督を継ぎ、第6代藩主となり、宗義誠に改名。12月に従四位下、侍従・対馬守に叙位・任官された。
藩財政を再建するため、倹約令を出すなどしたが効果は無く、ますます財政難が促進された。享保15年（1730年）11月6日、嫡男・義如を伴って江戸へ赴く途上であったが、大坂で病に倒れて死去した。享年39。義如は若年だったため、弟の方熈が養子となって跡を継いだ。

## 系譜
- 父：宗義真（1639-1702）
- 母：右門、法性院 - 佐々木氏
- 養父：宗義方（1684-1718）
- 正室：竹、仙寿院 - 樋口真峯の娘
  - 嫡男：宗義如（1716-1752） - 宗方熈の養子
  - 次男：宗義蕃（1717-1775） - 宗義如の養子
  - 女子：松平忠名正室
  - 女子：お升 - 醍醐経胤室
- 側室：間永氏
  - 女子：藤堂高治正室
- 養子
  - 男子：宗方熈（1696-1760） - 実弟

## 偏諱を与えた人物
義誠時代
- 古川誠恒（義誠の兄・古川真言の養子。また、娘の修性院は義誠の次男・義蕃の正室となる）